# 王昭 (1917年)
王昭（1917年—1970年2月12日），男，河北平山人，中华人民共和国政治人物。

## 生平
王昭出生于河北省平山县天井村农民家庭。1932年7月加入中国共产党。1936年任中共平山县委书记。抗日战争时期任晋冀区党委副书记。第二次国共内战时期任石家庄市委书记兼市长、解放军第64军政委、第19兵团政治部主任。
1953年调任公安部政治部主任，同年兼任公安部副部长。1956年时，兼任新成立的公安体育协会主席。
1961年春，王昭被调任青海省委任第二书记兼省长，代理省委第一书记。从公安部调来的王仲方担任省委常委兼省委秘书长、省政法工作领导小组组长。从1961年6月到1962年6月，复查了本省捕、判的35825个案件，占三年捕判总人数的57%；释放了13673人，到1962年底又释放了4000多人。1962年内蒙古自治区党委书记处书记杨植霖调任西北局书记处书记，兼青海省委第一书记。杨植霖常在西安工作，主持青海党、政日常工作的主要是王昭。1963年秋，王昭亲自挂帅，两位省委副书记参加，从省直机关抽调30多名厅、局干部、300多名普通干部组成“四清”工作团，在湟中县平安公社开展社教试点。
文化大革命期间受迫害。
1979年，王昭得到彻底平反。骨灰在北京八宝山公墓一室安放。